# Ophiura
Ophiura (dal greco Ophis + ura, coda di Serpente) è un genere di echinodermi appartenenti alla famiglia Ophiuridae.

## Descrizione
Le Ophiura sono contraddistinte da una forma di stella, dal cui corpo centrale si diramano cinque braccia cilindriche sottili, a volte con uno sviluppo elementare o poco articolato, altre con diramazioni poste ad una certa distanza dal disco, oppure serie di biforcazioni a intervalli regolari, a partire dalla zona più lontana dall'organo.
L'apparato dirigente ha origine dalla bocca e, passando per l'esofago, si giunge allo stomaco, rappresentato da una sacca.

## Specie
- Ophiura acervata
- Ophiura affinis
- Ophiura albida
- Ophiura atacta
- Ophiura aurantiaca
- Ophiura bathybia (H. L. Clark, 1911)
- Ophiura carnea (Lütken, 1858)
- Ophiura cryptolepis (H. L. Clark, 1911)
- Ophiura flagellata (Lyman, 1878)
- Ophiura irrorata (Lyman, 1878)
- Ophiura kofoidi (Mcclendon, 1909)
- Ophiura leptoctenia (H. L. Clark, 1911)
- Ophiura ljungmani
- Ophiura lutkeni (Lyman, 1860)
- Ophiura maculata
- Ophiura ophiura (Linnaeus, 1758)
- Ophiura quadrispina
- Ophiura robusta
- Ophiura sarsi (Lütken, 1855)
- Ophiura scutulata (Lütken & Mortensen, 1899)
- Ophiura signata
- Ophiura texturata